# Luděk Klusáček
Luděk Klusáček (* 9. února 1967) je bývalý český fotbalový obránce a fotbalový trenér.

## Fotbalová kariéra
Luděk Klusáček v roce 1985 absolvoval pražské gymnázium Budějovická.
V československé a české lize hrál za Slavii Praha, Duklu Praha, SK Hradec Králové, Bohemians Praha, FK Švarc Benešov a FC Slovan Liberec. Nastoupil ve 225 ligových utkáních a dal 24 gólů.

### Ligová bilance
| Ročník                                   | Zápasy | Góly | Klub              |
| ---------------------------------------- | ------ | ---- | ----------------- |
| 1. československá fotbalová liga 1988/89 | 16     | 2    | Slavia Praha      |
| 1. československá fotbalová liga 1989/90 | 24     | 3    | Slavia Praha      |
| 1. československá fotbalová liga 1990/91 | 6      | 0    | Slavia Praha      |
| 1. československá fotbalová liga 1990/91 | 1      | 0    | Dukla Praha       |
| 1. československá fotbalová liga 1990/91 | 12     | 2    | SK Hradec Králové |
| 1. československá fotbalová liga 1991/92 | 1      | 0    | SK Slavia Praha   |
| 1. československá fotbalová liga 1991/92 | 14     | 1    | Bohemians Praha   |
| 1. československá fotbalová liga 1992/93 | 22     | 2    | Bohemians Praha   |
| 1. česká fotbalová liga 1993/94          | 4      | 0    | Bohemians Praha   |
| 1. česká fotbalová liga 1994/95          | 28     | 4    | FK Švarc Benešov  |
| 1. česká fotbalová liga 1995/96          | 25     | 1    | FC Slovan Liberec |
| 1. česká fotbalová liga 1996/97          | 30     | 4    | FC Slovan Liberec |
| Gambrinus liga 1997/98                   | 25     | 3    | FC Slovan Liberec |
| Gambrinus liga 1998/99                   | 15     | 2    | FC Slovan Liberec |
| Gambrinus liga 1999/00                   | 2      | 0    | Bohemians Praha   |
| CELKEM                                   | 225    | 24   |                   |

## Trenérská kariéra
V březnu 2014 byl jmenován novým hlavním trenérem Bohemians 1905, nahradil ve funkci Jozefa Webera. Po sezoně 2013/14, v níž se klub zachránil v 1. české lize, ve funkci skončil a stal se asistentem Ivana Haška v katarském klubu Katar SC. Již po dvou kolech ale byl od týmu odvolán. V prosinci 2014 se stal trenérem týmu FC Vysočina Jihlava, kterou vedl až do září 2015, kdy byl po neuspokojivých výsledcích odvolán.
V říjnu 2019 se vrátil do klubu Bohemians 1905 jako hlavní trenér coby náhrada za odvolaného Martina Haška. Tým dovedl do finále nadstavbové skupiny o Evropu.. Od léta 2023 působil jako hlavní trenér FC Zbrojovky Brno, kde měl za úkol tým co nejrychleji vrátit do první ligy. Po čtyřech ligových porážkách v řadě byl 24. října 2023 z funkce odvolán.